# Starověká římská pěchota

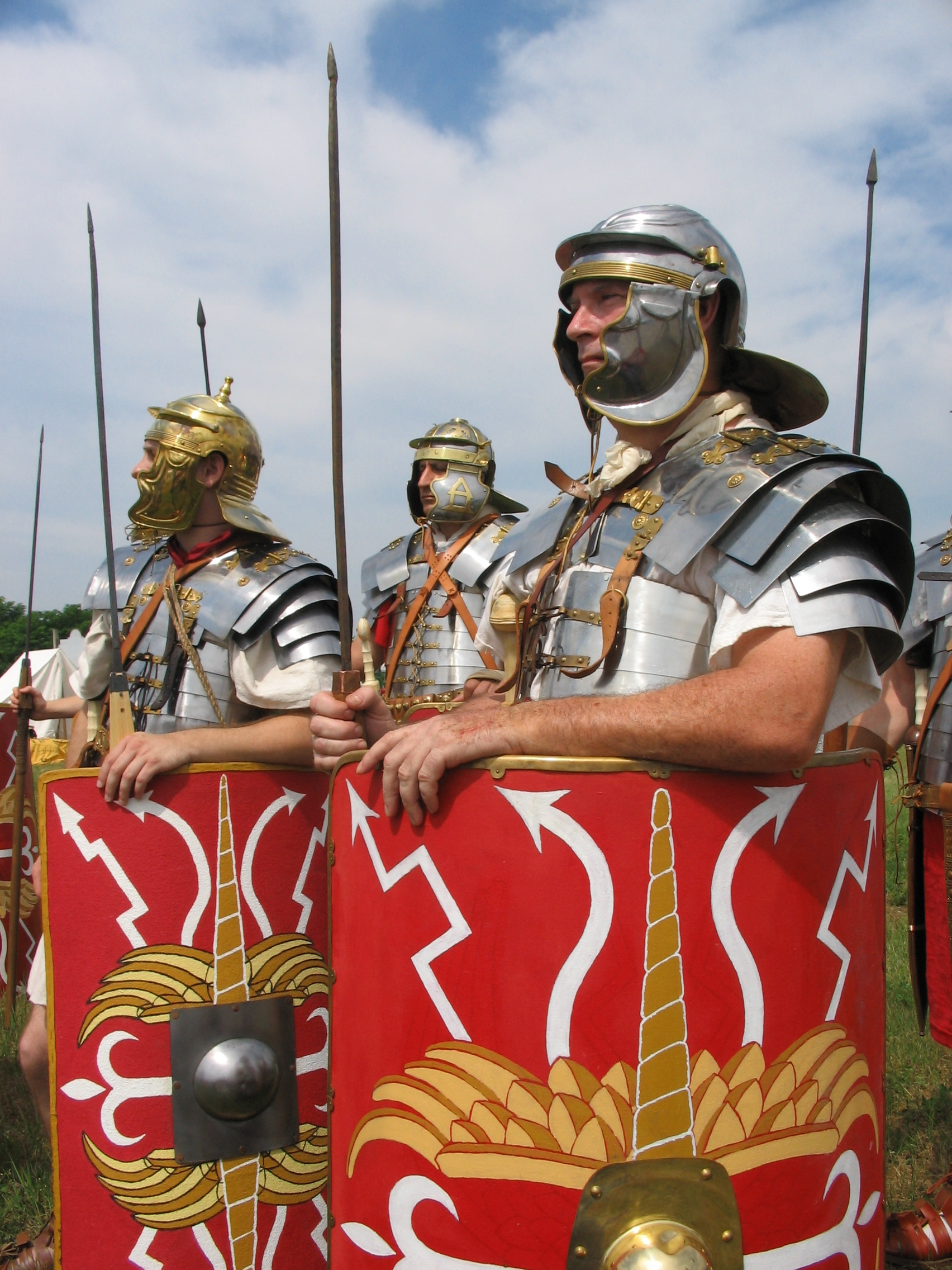
Moderní rekonstrukce římských legionářů s plátovou zbrojí (lorica segmentata)

Starověká římská pěchota, hlavní bojová složka římské armády, byla nejmocnější vojenskou silou své doby. Legie římských pěšáků porážely nepřátele od Británie až po Mezopotámii. Než se však stala římská pěchota takto výkonnou, musela projít celou řadou reforem. Ze začátku své existence byl Řím silně ovlivněn keltskou kulturou a podle toho římští vojáci bojovali a byli také vyzbrojeni. V raném období republiky bojovali římští pěšáci ve falangách těžkooděnců. Až ve čtvrtém století př. n. l. byly zavedeny legie a manipuly. Velkým reformátorem vojska byl Gaius Marius. Ten udělal z legií profesionální armády, jejichž vojáci sloužili ve vojsku podstatnou část života. Kladem těchto reforem bylo, že římský pěšák neměl konkurenci, záporem fakt, že se římští vojáci stále více upínali ke svému veliteli než k zákonům republiky a senátu. To byl také jeden z důvodů, proč padla republika a vzniklo císařství. Římští pěšáci byli výborně vyzbrojeni a jejich tvrdý výcvik byl pověstný. Díky tomu v pozdním období republiky a raném období císařství disponoval Řím nejlepším vojskem starověku. V období pozdního císařství nastal úpadek říše a s ním i úpadek římské pěchoty. Do římského vojska byli čím dál více verbováni barbaři, což znamenalo konec klasické římské pěchoty.

## Pěchota rané republiky

### Keltský a etruský vliv
Kmeny vnitrozemské Itálie byly až do šestého století př. n. l. velice ovlivněny keltskou kulturou. Tento vliv se projevoval v mnoha oblastech římské kultury, ale nejvíce bylo ovlivněno římské vojenství. Existují důkazy, že v římském vojenství té doby existovaly elitní řády vítězů a válečných kněží, kteří byli zasvěceni bohu války Martovi. Výzbroj a výstroj římských vojáků také nesla značný keltský vliv. Římské meče, stejně jako keltské, byly dlouhé přibližně 70 centimetrů a sloužily spíše k sekání než k bodání. Pokud jde o římské přilbice, štíty a brnění, většinou šlo o napodobeniny keltských kusů. První římské armády byly zřejmě složeny ze skupin válečníků, kterým velel vždy nějaký šlechtic nebo výjimečně zkušený a udatný válečník. Tyto armády měly za úkol bránit své město před okolními kmeny a zároveň posouvat hranice na úkor jiných kmenů. Válečníci bojovali zřejmě jednotlivě, a i když jejich úspěch byl často ku prospěchu většině, osobní zisk a sláva byly pro mnohé z nich motivací. Tato organizace byla zastaralá a Řím se v té době netěšil velké úctě a ani nedosahoval velkých územních zisků. Kolem roku 600 př. n. l. si Řím podrobili Etruskové a provedli zde vojenské reformy.
Etruskové byli značně ovlivněni řeckou kulturou a používali falangu řeckého stylu, kterou zavedli i v Římě. Etruskové také zavedli všeobecnou brannou povinnost. Branná povinnost měla svůj počátek v době vlády etruského král Servia Tullia, který uspořádal římskou společnost do tříd odpovídajících bohatství a sociálnímu postavení jejich příslušníků. Lid byl rozdělen do tříd známých jako centurie. Každá ze tříd se v době války sama vybavovala v rozsahu odpovídajícímu jejich finančním možnostem. Příslušníci nejmajetnější třídy si pořizovali kompletní hoplítské brnění. Nejchudší třídy, ozbrojené praky, se využívaly jako prakovníci. Styl boje byl stejný jako v Řecku. Falanga byla uspořádaná do osmi řad a falangisté byli vyzbrojeni kopím, štítem, helmicí a brněním.
Římané vypudili Etrusky koncem šestého století př. n. l., ale falangu řeckého stylu si zachovali. Falanga se však vůbec nehodila k boji v hornatých Apeninách. Římané proto utrpěli několik těžkých porážek od Galů a Samnitů. Právě v této době (koncem čtvrtého století př. n. l.) přestali Římané falangu používat.

### Manipulové válečnictví
Zatímco válčení taktikou falangy dominovalo Latiu od poloviny šestého století př. n. l. do století čtvrtého, na konci čtvrtého století př. n. l. se od toho upustilo. Místo falangy se začaly používat takzvané manipuly. Manipulová formace se v podstatě skládala z určitého počtu linií pěchoty, kdy každá linie byla tvořena bloky vojáků. Mezi těmito bloky zůstával široký prostor, který umožňoval postupovat vpřed nebo se stahovat nezávisle na pohybu bojové linie jako celku. Několik manipulů tvořilo římskou legii. První linie se skládala z patnácti manipulů. V nich bojovali hastati, mladíci vyzbrojení kopími, později meči. Byli pouze lehce vyzbrojeni a lehce obrněni, proto jejich hlavní předností byla rychlost. Za nimi následovalo dalších patnáct manipulů složených z principů. Tito výborně vyzbrojení vojáci na vrcholu sil bojovali meči. V posledních manipulech byli triariové, veteráni, kteří se vzhledem k vyššímu stáří pohybovali pomaleji, ale dokázali využívat svých zkušeností. Bojovali kopími a fungovali jako pevné těžiště legie. Toto uspořádání se nepříteli jevilo jako šachovnicový vzor připomínající řadu zploštělých klínů. Za této situace jako první vstupovali do boje hastati. Pokud byli odraženi, stáhli se a prošli mezerami mezi principy. Poté se pustili do boje principové, a pokud i oni byli odraženi, ustoupili z přední linie k triariům. Jakmile triariové propustili hastaty a principy za sebe, uzavřeli své linie a vytvořili z kopí nepropustnou zeď.

### Reformy a výzbroj římského pěšáka

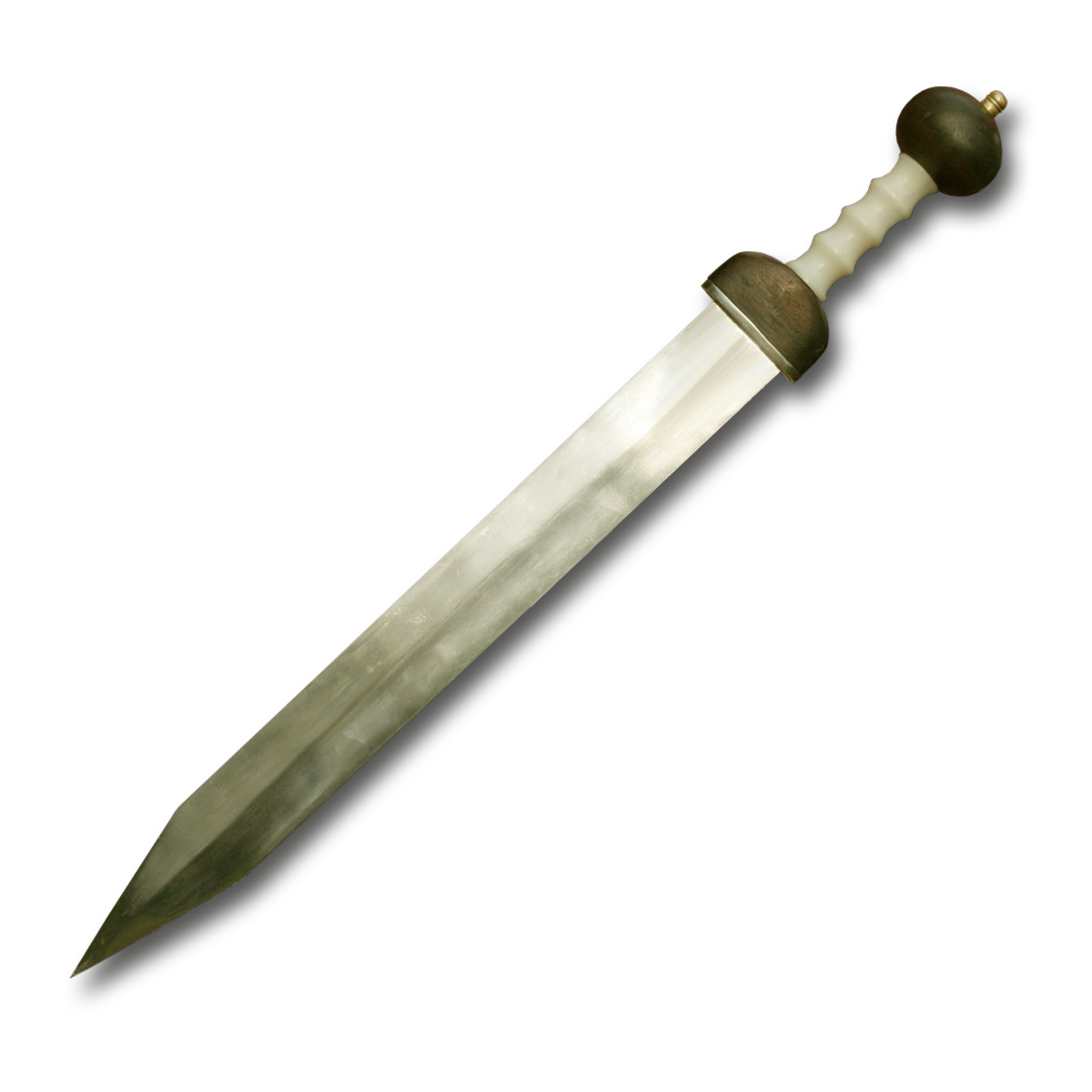
Gladius

Římská pěchota prošla dalšími, leč nijak zásadními změnami a reformami během druhé punské války. Způsobil je nedostatek vhodných vojáků, kteří by bránili Řím. Po katastrofální porážce u Kann (216 př. n. l.) byli do římského vojska povoláváni k vojsku rolníci, a dokonce i otroci. Od roku 392 př. n. l. dostávali pěšáci pravidelný plat, což byl první krok k profesionální armádě. Římská pěchota byla stále složena z milice, i když už měla řadu prvků profesionální armády. Od každého odvedence se očekávalo, že si opatří vlastní zbroj a bude sloužit po dobu 16 let (v době války až 20). Hlavní taktickou formací té doby byla legie. Legie čítala 4200 až 5000 mužů. Byla rozdělena do centurií po 80–100 mužích a dvě centurie tvořily jeden manipul. Většina pěšáků patřila k takzvané těžké pěchotě. V římské armádě sloužili i příslušníci lehkých jednotek a jízdy, ale v tak nízkém počtu, že byli považováni za zbytečné (nedostatek jízdy a lehké pěchoty se plně projevil v bitvě u Kann). Každý římský pěšák používal k ochraně štít scutum a byl vybaven párem oštěpů zvaných pilum. Scutum, vyrobené z vrstveného dřeva a pokryté látkou či kůží, bylo nejspíše keltského původu. Štít se držel za jednoduchou rukojeť umístěnou za středovou puklicí. K boji s mečem a k vrhání oštěpem se hodil lépe než řecký štít hoplon. Velkou většinou pěšáků bylo využíváno kroužkové brnění a příležitostně pancíř. Helmy byly stále kopiemi keltských a řeckých kusů. Nejvíc se používala helma montefortino, vylepšená verze keltské helmice. Oštěpy měli dvojího druhu - silné a slabé. Když se protivník přiblížil, všichni legionáři vrhli svá pila a vyrazili do útoku (velice účinná taktika). Každé pilum bylo vybaveno zpětnými háčky, aby si protivník nemohl oštěp vytáhnout z těla či štítu. Protivník byl po zásahu zpravidla vyřazen z boje, a pokud se oštěp zabodl do štítu, tak zvýšil jeho váhu, že byl dále nepoužitelný. Hlavní zbraní legionářů však zůstával meč gladius. Během druhé punské války se užíval takzvaný gladius hispaniensis, který vyráběli zbrojíři v Hispánii. Byl z vynikajícího železa (z Hispánie pocházelo nejlepší železo v Evropě) a měl nevídané ostří. Používal se hlavně k bodání, které bylo daleko účinnější než sekání. Meč měřil přibližně 50 centimetrů.

### Spojenecké kontingenty a žoldnéři
Římané byli mistři v získávání spojenců. Každý národ nebo kmen, který porazili, donutili k uzavření spojenectví (některá města a kmeny vstupovaly do tohoto spojenectví z vlastní vůle) . Takovéto spojenectví bylo výhodné pro obě strany. Spojence chránila římská armáda a na jejich území byly zřizovány římské vojenské posádky. Pro Řím představovali spojenci nekonečnou studnici lidských zdrojů. Od spojenců se očekávalo, že poskytnou vojáky do jednotek organizovaných na římských hranicích, které podporovaly římské legie v boji. Zajímavé bylo, že si spojenci nemuseli hradit stravu ani zbraně, všechno toto obstarával Řím. Po určité době se tato spojenectví stávala opravdu silnými. Hannibal si byl skoro jistý, že Římem ujařmené národy se vzbouří, jakmile Římany několikrát porazí.

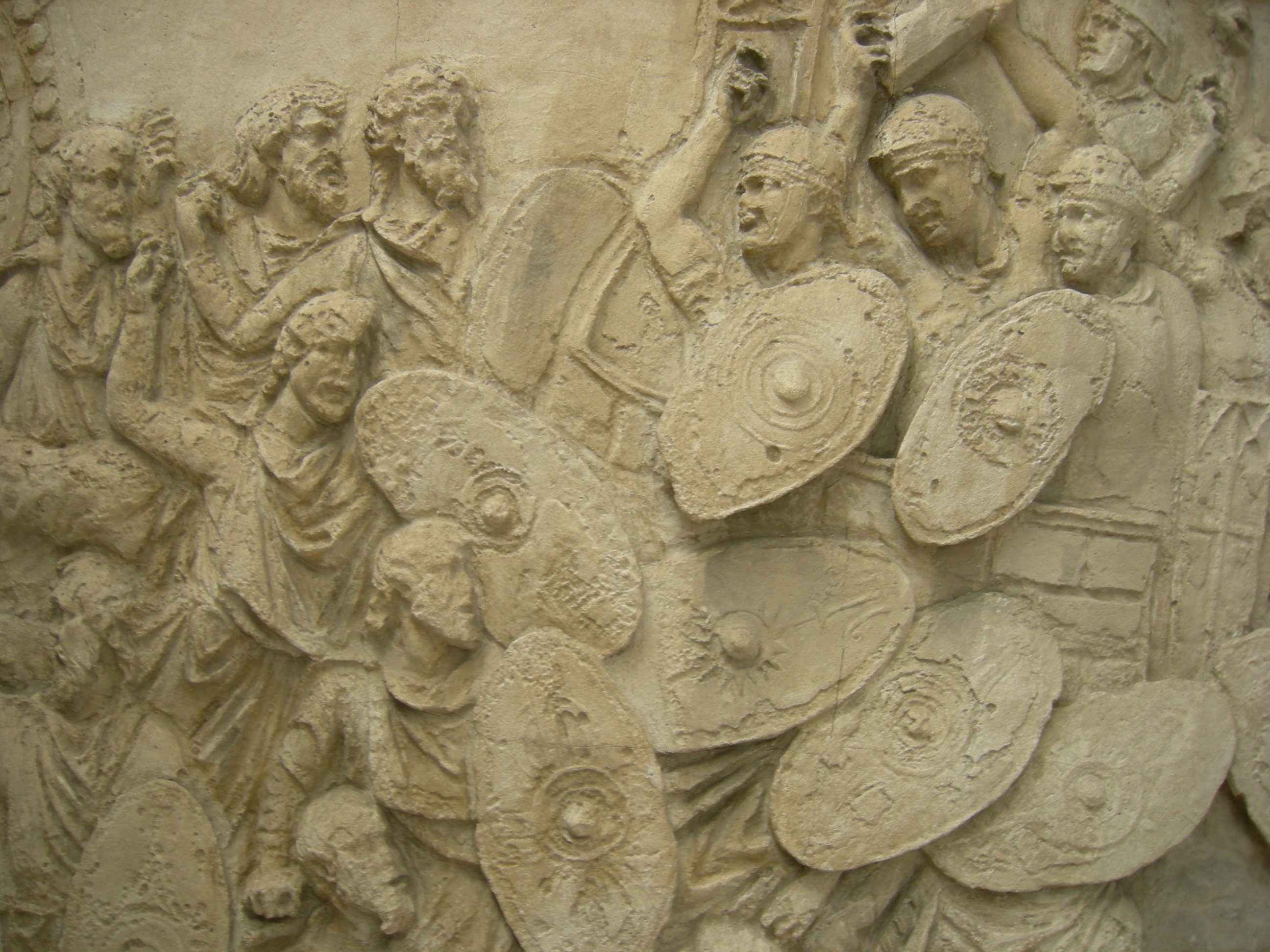
Římští spojenci v boji.

 Když byli Římané drtivě poraženi u Kann, očekával Hannibal, že proběhne obrovská vzpoura proti Římu, ale nestalo se tak. K Hannibalovi se přidalo jen několik měst, která byla ihned poražena, a Hannibal byl stejně daleko jako na začátku. To dokazuje pevnost římského spojeneckého systému. Po různě dlouhé věrné službě dostávala spojenecká města nový typ římského občanství. Toto občanství se nazývalo sine suffragio (občanství bez volebního práva). Nositel tohoto občanství měl omezená práva, musel platit daně, nastupoval na vojenskou službu, ale nemohl se podílet na římském politickém životě. Řím také často zabíral půdu poražených protivníků. Na této půdě se poté usadili chudí římští rolníci, kteří předtím nepodléhali vojenské povinnosti. Poté, co zbohatli, už této povinnosti podléhali. Když vypukla válka, do všech spojeneckých měst byli posíláni legáti, aby zjistili, kolik mužů to či ono město poskytne. V roce 218 př. n. l. počet spojeneckých vojáků činil 250 000 pěšáků a 26 000 jezdců. Pokud jde o počet spojenců a římských vojáků v armádě, činil tento poměr skoro vždy 1:1. Spojenečtí pěšáci byli skoro stejně vycvičeni, ale výzbroj měli zpravidla o něco starší než římští vojáci. Další důležitou složku římské armády té doby tvořili žoldnéři. Většinou byli verbováni pro své specifické schopnosti (například Galové byli výborní jezdci). Žoldnéři také byli často posíláni jako dar. Hierón II. Syrakuský během druhé punské války poslal Římanům na pomoc 1,000 lučištníků a prakovníků. Po skončení druhé punské války se staly žoldnéřské jednotky nedílnou části římského vojska.

## Pěchota pozdní republiky

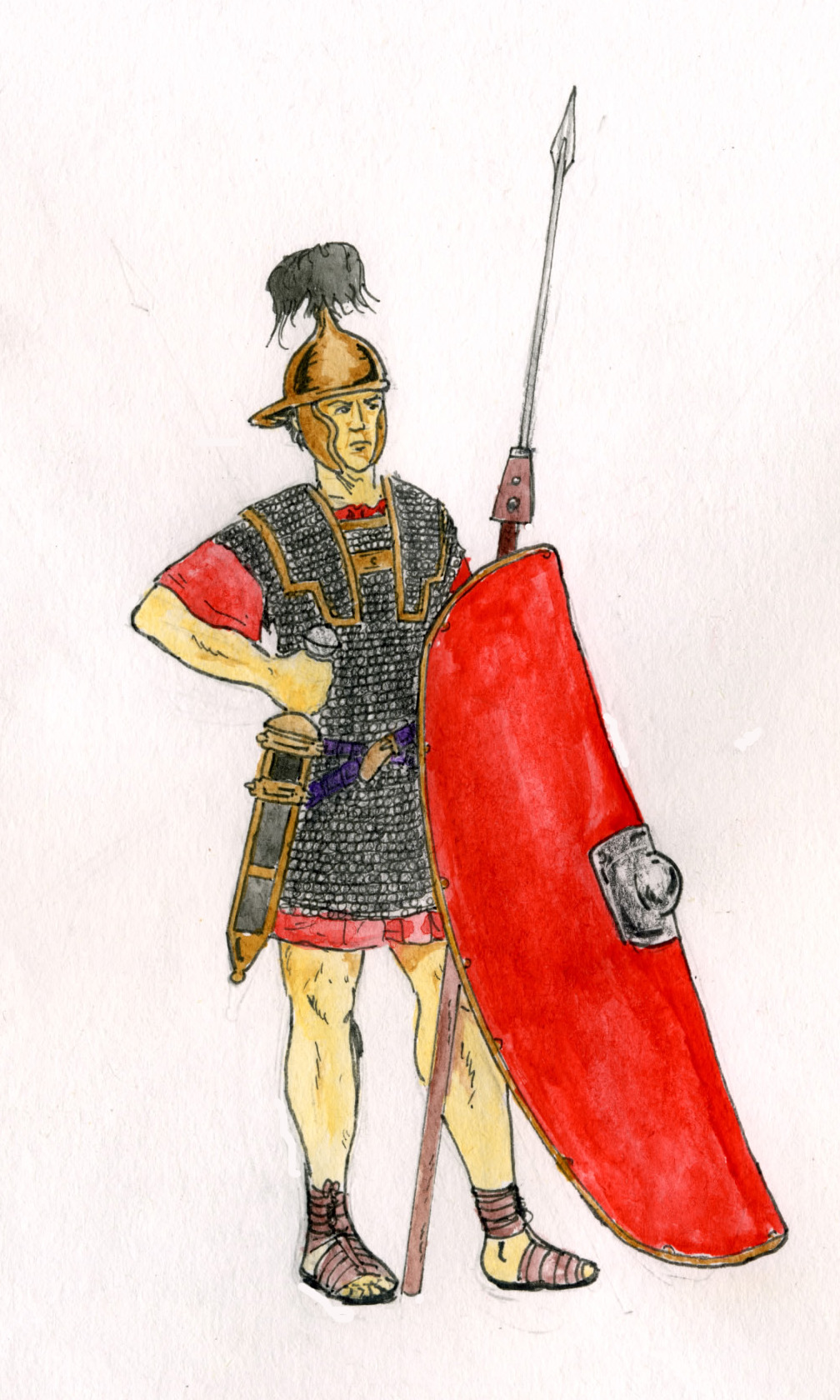
Římský legionář z 1. století př. n. l.

### Profesionalizace římské pěchoty
Římská pěchota se od svého vzniku stále více profesionalizovala. Kolem roku 100 př. n. l. se stala pěchota plně profesionální částí armády. V této době se legie přeměnily ve stálé formace se shodným počtem mužů, předchůdce moderních divizí. Legie se stále dělila na do tří řad nazývaných hastati, principes a triarii, avšak tyto části vojska se již nelišily výcvikem, výstrojí, společenským postavením ani kvalitou výzbroje. Všichni pěšáci v boji používali dvě hlavní zbraně: gladius a pilum. Tato organizace pěchoty se používala až do druhého století př. n. l. Tyto důležité změny provedl jediný muž, Gaius Marius, šestinásobný konzul a velice zkušený vojevůdce. Svými reformami se zasadil o změnu římské politické kultury. Každý římský vojevůdce po Mariovi si udělal z armády jistou základnu moci a svou politickou vážnost budoval na vojenských triumfech. Tímto vzorem se řídili skoro všichni římští vojevůdci (Julius Caesar atd.), čímž se římská republika za působení mnoha dalších faktorů změnila na římskou říši. I když tyto důležité reformy zavedl Gaius Marius, většina historiků shodně soudí, že reformy tohoto období byly záležitostí evoluce a nikoli revoluce a že Marius udělal pouze jakýsi pomyslný krok (je zřejmé, že kdyby k těmto reformám nepřikročil Marius, sáhl by k nim nakonec někdo jiný). Pěchota v Mariově době byla stále založena na odvodu římských majetných občanů, kteří sloužili po dobu šesti let. Senát římské republiky schválil všeobecné odvody až v roce 52 př. n. l. Války ve druhém a třetím století př. n. l. římskou brannou moc výrazně změnily. Ve válečných dobách se omezení vojenské služby dočasně rušilo, když bylo zapotřebí více vojáků. V důsledku velkého počtu válek se v té době z většiny římských pěšáků stali v podstatě vojáci z povolání. Když muž ukončil vojenskou službu, většinou se neměl kam vrátit. V tom případě se mohl na šest let dobrovolně zapsat do armády. Vojenská služba byla v té době velkým lákadlem. Plat římského vojáka té doby se rovnal platu průměrného občana Říma. Za věrnou službu dostávali vojáci půdu a odměny. Také se jim otevírala možnost povýšení, které přinášelo finanční odměny a získání společenské vážnosti. Mnoho vojevůdců té doby přijímalo do svých armád chudé obyvatelstvo, kterému by jinak kvůli nemajetnosti byla vojenská služba znemožněna.

### Mariova armáda
Tito noví odvedenci si ale nemohli dovolit vlastní zbroj ani výzbroj. To vše se změnilo v roce 122 př. n. l., kdy politik Gaius Gracchus, tribun lidu, vydal zákon, na základě kterého musel stát poskytovat vojenské oblečení. Díky tomuto zákonu se výzbroj, výstroj a zbraně pěšáků standardizovaly. Stejně jako na konci rané republiky i v této době používali legionáři kroužkové brnění, helmy Montefortino a helmy etrusko - korintského stylu. Scutum se v podstatě nezměnilo, pouze dostalo oválný tvar. Stále stejný gladius byl zavěšen na pravém boku legionáře (na levém boku by mu při vytažení meče z pochvy vadil štít scutum). Na pilu standardního typu byly provedeny inovace připisované samotnému Mariovi. Plútarchos popisuje oštěp té doby takto:
Až dosud byla část ratiště, která spočívala v kovové hlavici, připevněna dvěma železnými hřeby. Nyní však Marius odstranil hřeby a nahradil je dřevěným kolíkem, který se snadno zlomil. Výsledkem pak bylo pilum, které po nárazu do štítu nepřítele nezůstalo rovné, ale jeho ratiště se ohnulo k zemi.
Cílem bylo nejspíš vyrobit oštěp, který byl po proniknutí do štítu nepoužitelný, a znemožnit manipulaci se samotným štítem. Za Mariova období se také začaly používat k boji kohorty. Vzhledem k tomu že v římské pěchotě sloužilo čím dál více délesloužících vojáků, mezi vojáky se vytvářely velice pevné společenské vazby. Každá legie té doby měla svého ochránce (jakýsi talisman) zhmotněného do podoby orla na standartě (korouhvi). Ztráta orla, posvátného symbolu legie, byla považována za národní katastrofu. Podle popisu různých římských historiků se spíše než manipuly a legie používaly k boji kohorty. Kohorty byly v podstatě malé, polonezávislé jednotky, díky kterým se římské armády staly o hodně pružnější. Mohly se libovolně přesouvat po bitevním poli, jak bylo zapotřebí (Caesar u Farsalu záměrně natěsnal kohorty blízko sebe, aby zvýšil celkovou útočnou sílu své pěchoty). Gladius už přestal být jedinou zbraní římských pěšáků při boji zblízka, i když pro ně zůstával zbraní nejdůležitější. Začalo se používat pilum (jako bodné kopí). Pokud na římskou armádu zaútočila nepřátelská jízda, sevřeli se římští pěšáci do pevných šiků, kde používali pila jako kopí, a jakmile nepřátelský útok ochabl, rozevřeli své řady a s meči v ruce vyrazili do útoku. Po druhé punské válce se začali ve větší míře používat lučištníci a prakovníci. Tyto střelecké jednotky podporovaly vojáky v boji a bránily římské tábory. Každá legie byla také vybavena určitým množstvím katapultů. Ty byly jednak používány při dobývání měst, jednak v bitvě jako střelecká podpora. Tato taktika se skvěle osvědčila v boji proti řeckým falangám.

### Výcvik římské pěchoty
Římští rekruti trénovali každý den po dobu čtyř měsíců. Výcvik započal zkoušením vojenských pochodů. Od rekrutů se požadovalo, aby ušli 29 kilometrů za pět hodin běžným krokem a 35 kilometrů za pět hodin zrychleným krokem se zavazadlem o váze 20,5 kilogramů. Toto břemeno sloužilo pouze k tomu, aby si římský pěšák zvykl, že bude muset nést těžkou zbroj a mnoho dalších věcí (20,5 kilogramů byla malá váha ve srovnání s plnou výzbrojí a výstrojí těžkého římského pěšáka). Při tomto výcviku se vždy dával velký pozor na dodržování kázně. Centurioni sledovali celistvost řad, a jakmile se někdo opozdil, byl bit holí. Když se římským rekrutům podařilo zvládnout tento dril a naučili se pochodovat za zvuku trubek, museli nacvičit různé manévry. Trénovalo se jich velké množství: dutý čtverec, klín, kruh a testudo (želva - tato formace tvořila jakýsi čtverec ze všech stran chráněný štíty). Vojákům se dostalo výcviku v překonávání překážek, ve změnách směru jednotky, jak bylo zapotřebí, a v osvobozování obklíčených jednotek.

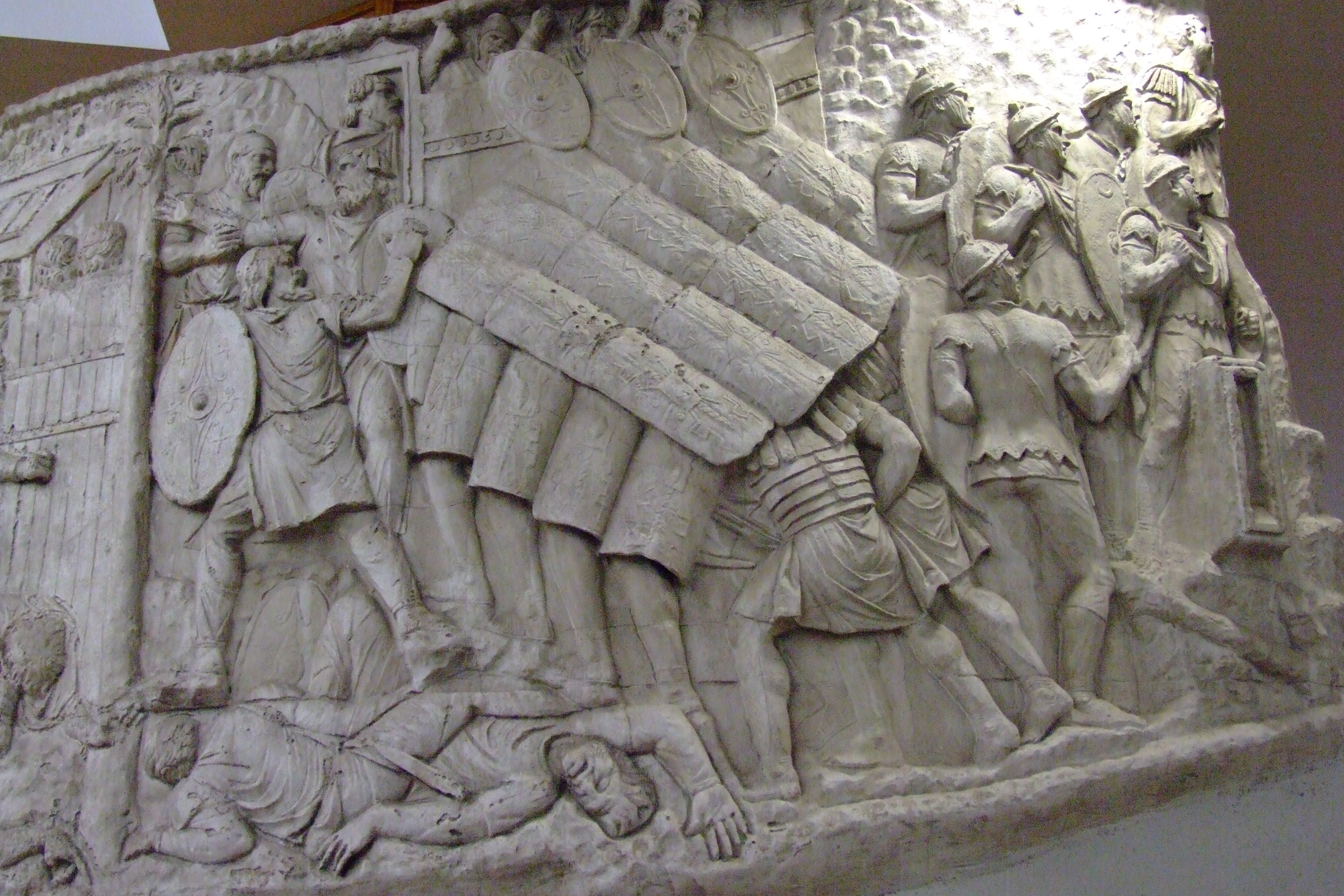
Římská formace testudo

 Rekrut se také naučil bojovat mimo svou jednotku (tedy skoro nezávisle). Výcvik se zbraněmi zahrnoval cvičení s meči, oštěpy, kopími, luky a šípy a štíty. Štít byl vyroben z vrbového proutí, přičemž cvičný byl dvakrát těžší než bojový. Meče byly dřevěné rapíry, rovněž dvojnásobné váhy. Rekrut se cvičil na dřevěném kůlu vraženém do země. Na tento kůl si rekrut zkoušel různé útoky a byla hodnocena jeho schopnost vládnout mečem. Meče měly být používány výhradně k bodání, nikoliv k sekání. Samotné bodnutí způsobilo velice závažné zranění a také při něm byla větší pravděpodobnost, že úder projde brněním nepřítele. Po tomto výcviku dostal rekrut lekce v plavání, lukostřelbě a v jízdě na koni, aby byl připraven na každou situaci. Užívání meče římskými pěšáky mohlo vycházet z keltského vlivu. I když byl Řím již plně civilizovanou zemí, stále tu převládal kult boje muže proti muži, který v Řecku skoro vymizel. Jak už bylo řečeno, nebyl žádný rozdíl ve výstroji a výcviku římských hastatů, principů a triariů. Samotní hastati a principové se vlastně spojili a vytvořili jednu část římské pěchoty. Kdo se v římské armádě chtěl stát důstojníkem, musel projít řadou cvičení, aby znal všechny postupy a při každé situaci věděl, co má dělat. Samotní Germáni a Galové (hlavní nepřátelé Římanů) také používali k boji meče, avšak římský dokonalý výcvik a disciplína rozhodly skoro každou velkou bitvu v jejich prospěch.

## Pěchota raného císařství

### Strategie římské říše a výzbroj pěchoty

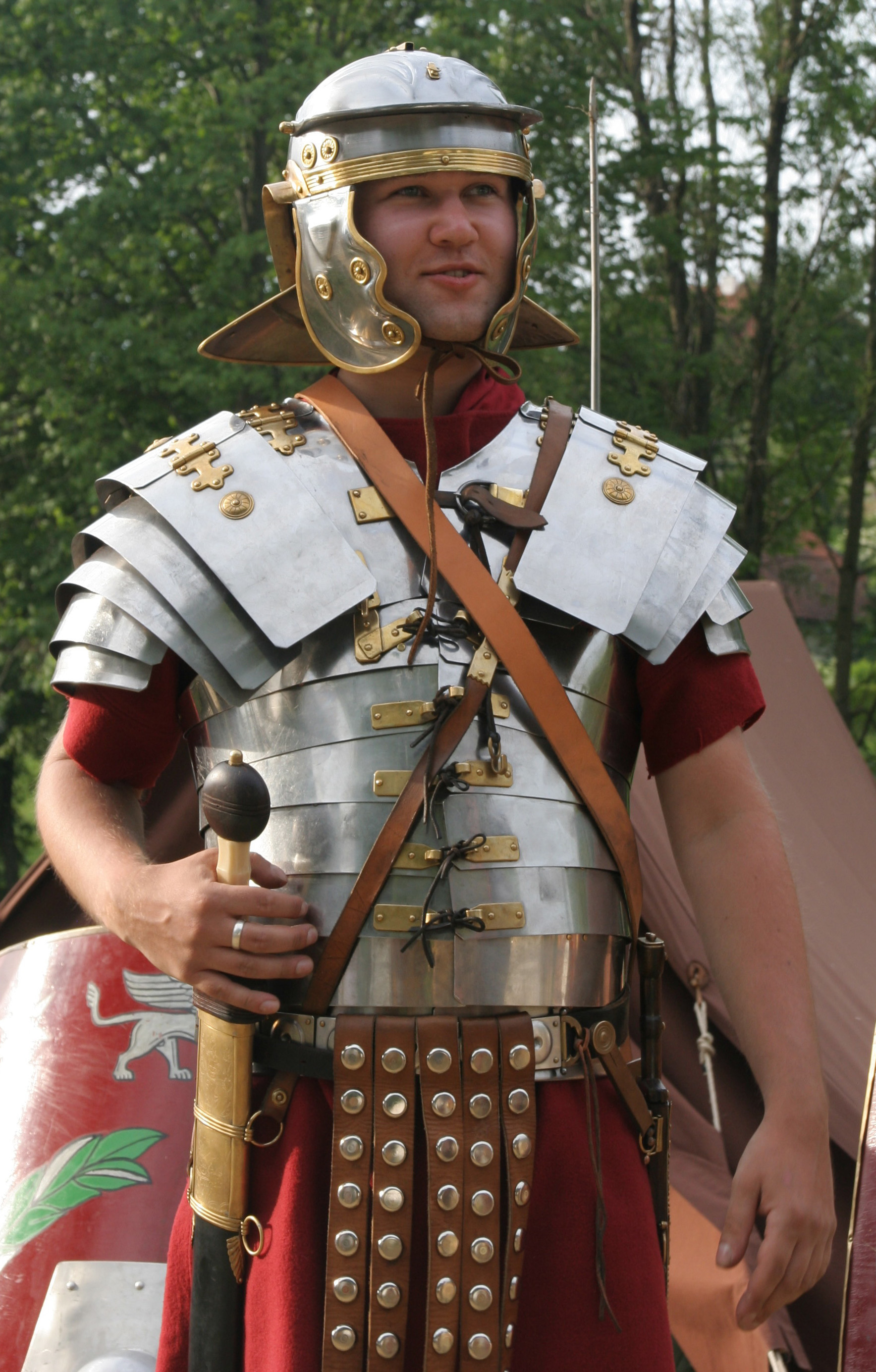
Rekonstrukce římského vojáka z dob raného římského císařství

Mnoho římských císařů poznalo, že vojenský úspěch je základem politické moci a zajišťuje popularitu u lidu. V období raného římského císařství byla používána strategie postupného opevňování hranic a občasných výbojů. Občas tyto výboje přerostly až v dobyvačné války. Během období raného císařství byla dobyta Británie, Dácie a na krátkou dobu i Mezopotámie. Vzhledem k tomu, že Řím neohrožovali skutečně velcí soupeři, nepotřeboval ani početnou armádu. V roce 31 př. n. l. měl císař Augustus k dispozici šedesát legií, ale jejich počet snížil na dvacet osm. Pěchotu sloužící v těchto legiích tvořili už výhradně profesionální vojáci. Požadavek vlastnictví majetku či půdy byl zrušen a vojenská služba se značně prodloužila (20 let). Organizace pěchoty se od dob Mariových prakticky nezměnila. Pokud jde o vedení centurií, v jejich čele stáli většinou velice zkušení velitelé, zpravidla volení vlastními vojáky. Měli proto u mužstva značný respekt a také byli zvyklí na vojenský život plný útrap. Funkce centuriona byla zastávána maximálně jeden rok. Vybavení pěšáků se podobalo vybavení pozdní republikánské pěchoty. Bojovali prakticky stejnými zbraněmi, které prošly jen menšími úpravami. Pilum bylo odlehčeno, aby s ním pěšák mohl lépe manipulovat, a nejspíše stabilizováno olověným závažím. Meč se poněkud zkrátil, ale jeho hrot byl relativně delší, což svědčí o tom, že na něj pohlíželi jako na čistě bodnou zbraň. Kroužkové brnění zůstalo, ale ve větší míře se začalo používat plátové brnění, které vynalezli samotní Římané. Brnění pěšáků zvané lorica segmentata bylo z železných pásků spojených háčky, řemínky nebo pásky. Chránilo horní část těla a ramena. Při testech provedených v současné době se ukázalo, že je velice silné a pružné, vyžaduje však častou údržbu a velikou zručnost. Štít scutum, do té doby oválný, byl nahrazen tvarem obdélníkovým. Stále byl z vrstveného dřeva potaženého kůží a jeho hrany chránil kov. V římské pěchotě vládla přísná uniformita, což se ale netýkalo přileb. Nejpoužívanéjší byla přilba galského typu, vlastně zdokonalená přilba Montefortino, doplněná o chrániče krku a celkově zmenšená.

### Pomocné sbory a válčení v období raného císařství
V období raného římského císařství bylo ve zvětšené míře používáno spojeneckých pomocných sborů (auxilia).. Důvodů bylo hned několik. Když se neřímský občan přihlásil k vojsku a odsloužil si pětadvaceti let v armádě dostal římské občanství (toto občanství platilo i pro jeho potomky). I když Římané postupně udělovaly právo římských občanům svým věrným spojencům, byl to pomalý proces. Římští pěšáci byli sice hlavní údernou složkou římské armády, ale mnoho povinností museli plnit právě auxilia. Římští auxilia se ani tak nepoužívala v tvrdém boji jako spíše k různým podřadným úkolům. Práce v kasárnách, vojenské průzkumy a podporování v bitvě (římská auxila byla většinou ceněna pro svou schopnost jezdit na koni) byly na bedrech pomocných sborů. Kohorty auxilií byly sestavovány z mužů, kteří žili v konkrétních částech římské říše (většinou se tím určilo i jejich působení v armádě). V pozdějších obdobích byla auxilia sestavována jinde a tyto jednotky tvořily jakýsi mix všech obyvatelů římské říše. 

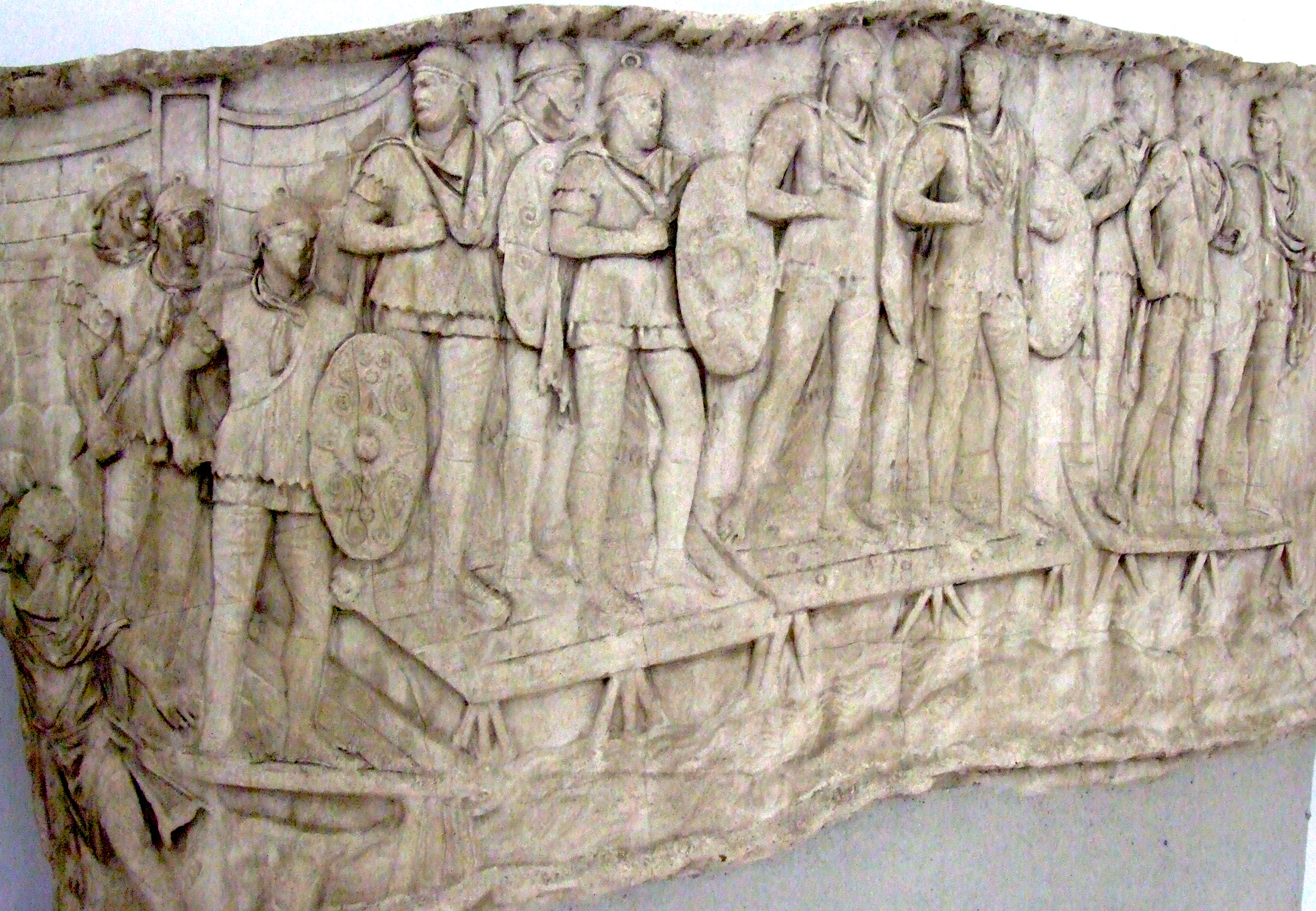
Římští auxilia

Zaměření jednotek pomocných sborů nebylo všestranné nýbrž specifické. Existovaly jednotky lučištníků, prakovníků, jezdců a těžkých pěšáků. Vybavení těchto jednotek bylo většinou aspoň o generaci starší než vybavení římských jednotek (pěšáci pomocných sborů většinou používali kroužkové brnění místo účinnějšího brnění lorica segmentata atd.). Organizace auxilií byla úplně stejná jako organizace pravidelné římské armády.
Pokud jde o válčení v tomto období, většinou se jednalo o krátká tažení a velké bitvy byly vzácné. Taktika římské pěchoty zůstávala stejná (hlavně proto že byla pořád účinná). Zapříčiněno to bylo hlavně tím, že římská armáda neměla silného soupeře. V tomto období byli sami Římané agresoři a byli to oni kdo napadali cizí země a dobývali je. Tažení bylo většinou zapříčiněno nějakou vzpourou určitého národa. Tyto vzpoury byly vždy potlačeny (i když ne vždy tak snadno). Římská pěchota se v tomto období spíše zdokonalovala v již zavedených postupech. Hlavně v obléhacích bojích se Římané stali opravdovými mistry. Pro toto období je také typické narůstající používání střelných zbraní. Byli zvětšovány počty lučištníků, prakovníků a různých obléhacích zbraní (balista atd.). Také byly hojně používány různé formace, které byly účinné, ale bylo u nich zapotřebí velkého výcviku a disciplíny (což samo o sobě dokazuje vycvičenost římských pěšáků).

### Pretoriánská garda
Pretoriánská garda byla elitní stráž římských císařů. Pretoriáni byli vojenská síla Říma která udržovala pořádek a moc římských císařů (mnohokrát se však pretoriáni obrátili proti vlastním císařům). Tyto jednotky pěchoty (na rozdíl od jiných pěšáků té doby) se těšily relativnímu klidu, luxusu, kratší služby, lepšímu žoldu a různým odměnám. Většinu času nemuseli pretoriáni dělat nic jiného než hlídat císařův palác. Toto prostředí by se mohlo zdát jako nesprávné pro elitní jednotky římské říše, ale jakmile se dostali do bitvy, ukázal se výborný výcvik, velení a motivace těchto jednotek. Koncem prvního a začátkem druhého století se stalo běžnou praxí to, že si římští císaři brali svoji gardu sebou na válečná tažení. Skoro všichni pretoriáni byli pěšáci, ale stejně jako u pěchoty té doby zde bylo i určité procento jízdy. Jízdní vojsko pretoriánů bylo určeno pro dlouho sloužící a zkušené pretoriány. Císař měl k dispozici osobní jednotku složenou z germánský vojáků působících společně s pretoriány (v pozdních obdobích impéria byla pretoriánská garda složena výhradně z žoldnéřů). Důvod byl v tom, že loajalita těchto jednotek byla větší než běžných římských pěšáků. Samotná pověst těchto žoldnéřů měla zastrašit případně císařovy vrahy. Vzhled pretoriánů a jejich vybavení se postupem času měnily, avšak některé součásti vybavení se pro tuto gardu staly charakteristické. Přilba attického stylu a oválný štít scutum byl neodmyslitelnou částí pretoriánské gardy. Pokud jde o jiné části vybavení, neexistují důkazy, které by toto vybavení odlišovalo od vybavení běžného pěšáka. Pretoriáni nejspíše používali pilum i proslulý meč gladius (ve větší míře používali i kopí). Hlavní povinností pretoriánské gardy bylo hlídat císařský palác. Každý den dostával velitel pretoriánů od samotného císaře zvláštní heslo, aby se nestalo, že by byl císař zabit vrahy, kteří by byli převlečeni za pretoriány. Pokud se císař nebo člen císařské rodiny vydal na procházku městem, byli samozřejmě doprovázeny pretoriány. V Římě nenosili pretoriáni brnění, jenom tuniku která je odlišovala od běžných občanů. Tento zvyk měl kořeny v počátcích republiky. Pretoriánská garda měla v Římě samostatný tábor. V tomto táboře byli ubytováni všichni příslušníci pretoriánské gardy (zdi tohoto tábora jsou patrné dodnes). V raném císařství byli k pretoriánské gardě verbováni muži z Itálie, Španělska a Makedonie. Věková kategorie byla od 17 do 23 let. Tito muži se však v několika případech ukázali jako nespolehliví a neloajální. Když se k moci dostal Septimius Severus propustil stávající pretoriány a nahradil je muži ze svých dunajských legií. Od té doby byli do pretoriánské gardy přijímáni pouze muži z méně civilizovaných zemí, které nepodléhaly romanizaci. Přidání k pretoriánské gardy znamenalo celkem časté odměny. Legionáři sloužili 16 let a pobírali dvojnásobný plat. Římští císaři více či méně dávali pretoriánům časté odměny, aby si získali jejich loajalitu. Byli také často vyznamenáváni. Tento rozdíl mezi pretoriány a obyčejnými pěšáky byl zapříčiněn trvalou přítomností pretoriánů v Římě a jejich mocí jmenovat a sesazovat císaře. Pretoriánská garda také představovala můstek z kterého bylo možno dostat se mezi římskou elitu. Pokud pretorián sloužil dobře, mohl se po několika letech stát úředníkem na velitelství. Když byl pretorián velice schopný a měl mnoho zásluh mohl být císařem jmenován jako evocati augusti. Z tohoto postu mohl stoupat po profesním žebříčku až na post centuriona gardy. Tento post byl nejspíše konečný a pretorián kterému se to podařilo mohl odejít na odpočinek z velkou rentou a velkými zásluhami.

## Pěchota pozdního císařství

### Vývoj pěchoty

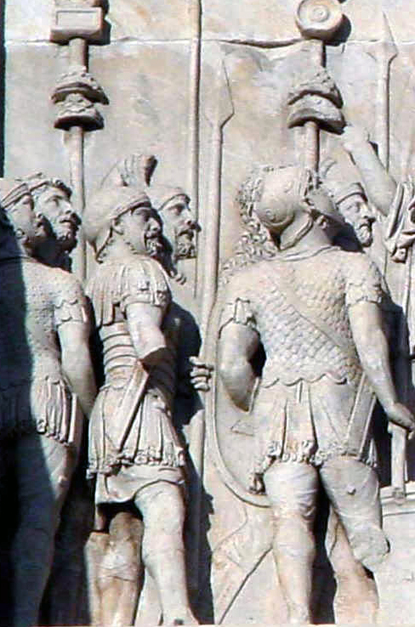
Římští vojáci znázornění na Konstantinově oblouku

Od konce druhého století se na římskou říši začala valit až příliš velká řada nepřátel. Z východní Evropy to byly kmeny Germánů a poté vojsko Hunů. Z východu to byla zase silná Sasánovská říše, která se ukázala jako rovnocenný nepřítel říši Římské. Tyto vnější útoky, kombinované z vnitřními nepokoji nakonec vedly k pádů Římské říše na západě. Úpadek Římské říše byl spojen s úpadkem pěchoty. Římská armáda nebyla schopna odrazit nepřátele a byla několikrát drtivě poražena. Mnoho římských vojevůdců a císařů volalo k návratů ke starým hodnotám jako bylo římské náboženství a římské vojenství. Nejznámějším spisovatelem, který volal k návratu tradičního římského vojenství byl Publius Flavius Renatus Vegetius, který sepsal dílo De Re Militari. Významnost tohoto díla byla pro římskou říši mizivá (římské vojenství nadále upadalo), ale Vegetiovo dílo bylo nejpoužívanějším vojenským dílem celého středověku a raného novověku. Vpády barbarů byli ze začátku malé a vždy se je podařilo rychle odrazit a zničit. Po těchto vpádech většinou následoval římský nájezdy, aby byly dotyčné kmeny či národy potrestány za svou troufalost. Postupem času tyto nájezdy zesílily a barbaři se při nich více než na ničení a rabování zaměřili na osidlování území. Mnoho římských císařů se pokoušelo tuto situaci zlepšit. Marcus Aurelius mnohokrát napadl Germánii a snažil se tamní Germány přimět k tomu, aby se vzdali nájezdů na římské území. Císař Septimius Severus vytvořil síť mobilních záloh, které měly zastavit barbarské vpády již v zárodku. Dioklecián provedl velice zásadní reformy v oboru vojenství. Rozšířil odvody (služba v armádě byla od té doby povinná) a tím zvětšil armádu na 500 000 mužů. Konstantin Veliký vytvořil síť pohraničních posádek (limitanei), které měly řešit malé vpády barbarů. Pokud se jednalo o větší vpád měly tyto jednotky obsazovat opevněná města či pevnosti. Comitatenses byly mobilní jednotky, které se měly co nejdřív shromáždit a porazit barbarské armády. Nejradikálnější změnou byla zcela jistě Diokleciánova reforma. Služba v armádě byla od té doby značně nepopulární a existují záznamy o tom, jak si římští občané radši způsobovali zranění (usekávali si prsty i celá zápěstí) než aby nastoupili do armády. Důsledkem takových změn byl úpadek kvality římské pěchoty. Pěšáci té doby již nebyli takový jací byli jejich předchůdci. Vytratila ze veškerá disciplína a vlastenectví římských pěšáků bylo dávnou minulostí. To se ukázalo jako osudové v mnoha bitvách. Časté byly útěky z bitevního pole a mnoho římských pěšáků zběhlo k nepříteli. Většina pěšáků té doby byla tvořena z obyvatel Galie a Germánie. Kvůli tomu se z římské pěchoty vytratila uniformita. Legie jako pravidelná formace začala ztrácet svůj význam a počet římských pěšáků v legii byl proměnlivý.

### Výzbroj a bojová taktika římské pěchoty

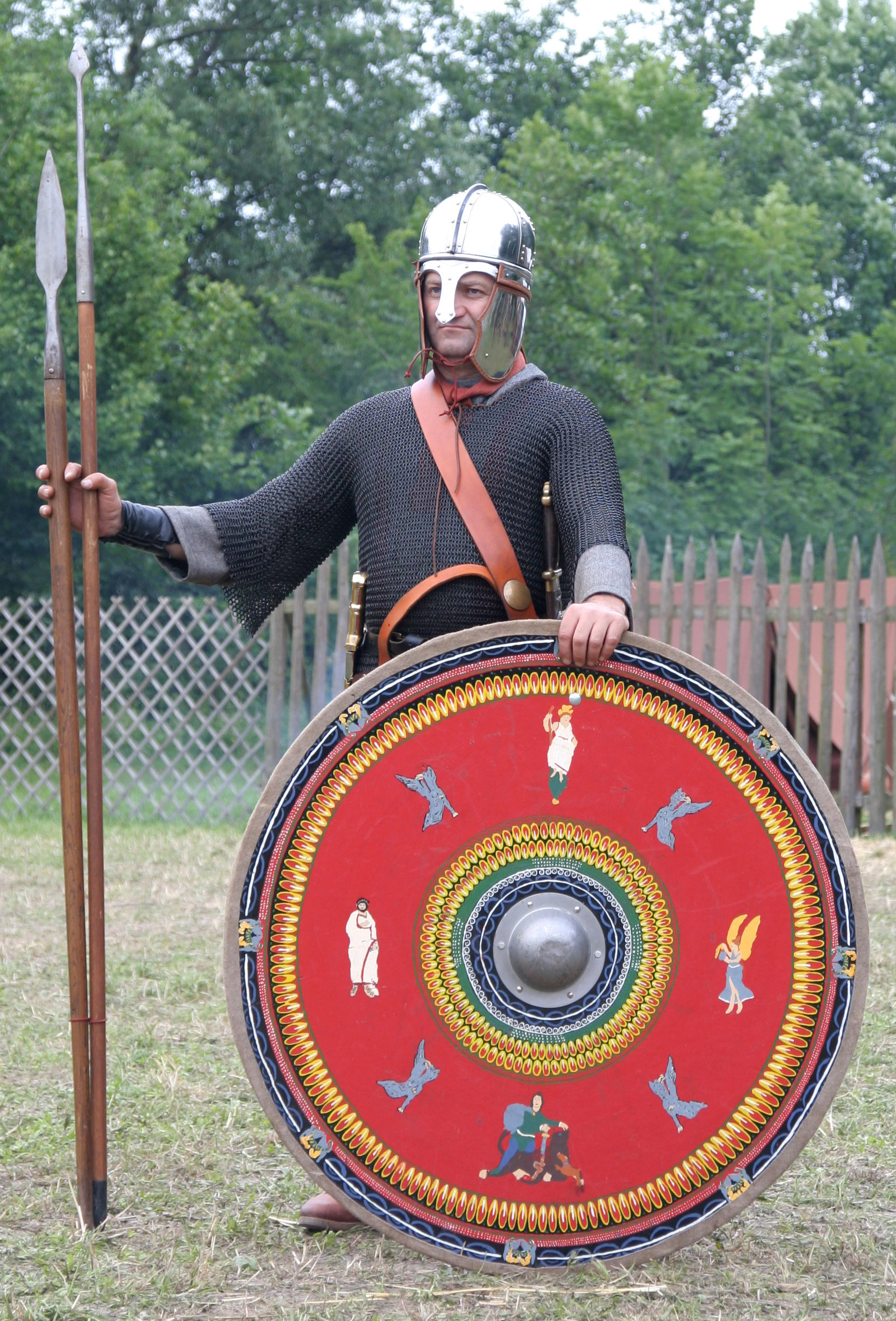
Rekonstrukce legionáře z konce 3. století

Výzbroj a bojová technika římské pěchoty se od dob raného císařství velice změnila. Došlo k velkému úpadku a zjednodušení bojové taktiky. Důvod byl v tom, že k římské pěchotě byli čím dál více přijímáni barbaři. Tito vojáci nebyli vystrojeni ani vycvičeni jako dřívější římský pěšák (nebylo dost kvalifikovaných učitelů a peněz na drahou výzbroj se nedostávalo). To mělo za následek tzv. barbarizaci římského vojenství. Tradiční římské zbraně jako gladius, pilum a scutum vymizely. Barbaři si při službě v římské pěchotě ponechávali své národní zbraně. Hlavní zbraní pěšáka byl dlouhý meč spatha. Dříve byl meč spatha používán převážně jako zbraň jezdců, ale postupem času ho začala používat i pěchota. Spatha byl dlouhý 70,5 centimetrů (gladius pouze 50 centimetrů). Meč měl pouze krátký hrot což naznačuje, že byl používán k sekání (tedy tradičnímu stylu boje barbarů). Bodný útok byl zavržen (bodný útok se museli pěšáci naučit, sekání nikoliv), což považuje Vegetius za politování hodné. Místo oštěpu pilum se začal používat jiný typ oštěpu, tzv. spiculum. Spiculum byl oštěp, který používali barbaři a byl méně účinnější než římské pilum. Mnoho pěšáků té doby zanechalo nošení brnění a dokonce i přileb (opět je zde vidět vliv barbarů). To se ukázalo osudné v boji s jízdními lučištníky Hunů. Přilba byl vyrobena ze dvou polovin, které se k sobě připojily. Byla tedy uzpůsobena k masové výrobě, ale postrádala kvalitu. Místo brnění se římský pěšák plně spoléhal na svůj štít. Ten byl většinou oválný, vyroben z vrstveného dřeva a pokryt surovou kůží. Manipulového (též šachovnicového) válečnictví se již nepoužívalo. Vojáci nebyli dostatečně vycvičeni, aby dokázali vytvořit dokonalý manipul a ještě další římské formace. Místo manipulu byla v bitvě vytvořena pouze linie pěchoty (nejspíše perská linie sparabara). Střelecká síla pěchoty byla velice zvětšena, patrně proto, aby bylo zabráněno přímému útoku nepřítele. Střelecká síla pěchoty rozhodla mnoho bitev, vzhledem k tomu, že nebyl skoro žádný rozdíl mezi římským a germánským pěšákem. Bojová formace byla též změněna. V prvních řadách byli umístěni muži těžké pěchoty. Příslušníci těžké pěchoty byli většinou vyzbrojeni mečem spatha a oštěpem spiculum. Také se ve většině případech jednalo o starší a zkušené vojáky. Ve druhé řadě byli lučištníci příslušníci lehké a střední pěchoty. Měli lehčí zbroj a také lehčí oštěp zvaný vericulum. Ve třetí a čtvrté řadě byli umístěni kopiníci, lučištníci, prakovníci. Když započala bitvy, vystoupili tito vojáci kupředu, vypálili své střely na útočícího nepřítele a stáhli se zpět. V posledních řadách stáli další příslušníci střeleckých jednotek a římské artilerie. Už nebyla používána balista, ale jednodušší (méně přesný) onager, neboli divoký osel. Jednalo se o jednoramenný katapult, jehož zpětný ráz byl přirovnáván ke kopnutí osla (odtud název). Pokud římská pěchota útočila (což byl vzácný pohled), byla používána formace klínu. Při této formaci vytvořili pěšáci jakýsi trojúhelník. Všechny tyto změny měly za následek pád Římské říše a konec starověké římské pěchoty.
- Obrázky, zvuky či videa k tématu Starověká římská pěchota na Wikimedia Commons